# Sergej Tarakanov
Sergej Nikolajevitj Tarakanov (ryska: Сергей Николаевич Тараканов), född 25 april 1958 i Lodejnoje Pole i Leningradskaja oblast i dåvarande Ryska SFSR i Sovjetunionen, är en sovjetisk basketspelare som tog tog OS-guld 1988 i Seoul och OS-brons 1980 i Moskva. Han var med i det sovjetiska landslaget 1979 till 1990.

## Karriär
- 1975-1979 Spartak Sankt Petersburg
- 1979-1990 PBK CSKA Moskva
- 1990-1991 EnBW Ludwigsburg
- 1991-1992 Liège

## Familj
Far - Nikolaj Nikolajevitj Tarakanov (1 januari 1934–2005), mor - Natalia Vasilevna (Kosjkareva) Tarakanova (20 januari 1932–1995). Döttrar - Jekaterina Tarakanova (född 30 mars 1982), Sara Tarakanova Casado (född 11 oktober 1985), Aleksandra Tarakanova (född 10 juni 1992), Nika Tarakanova (född 11 maj 2010).